# Thermostat
Pour les articles homonymes, voir thermostat (homonymie).
 (mai 2012).
Si vous disposez d'ouvrages ou d'articles de référence ou si vous connaissez des sites web de qualité traitant du thème abordé ici, merci de compléter l'article en donnant les références utiles à sa vérifiabilité et en les liant à la section « Notes et références ».

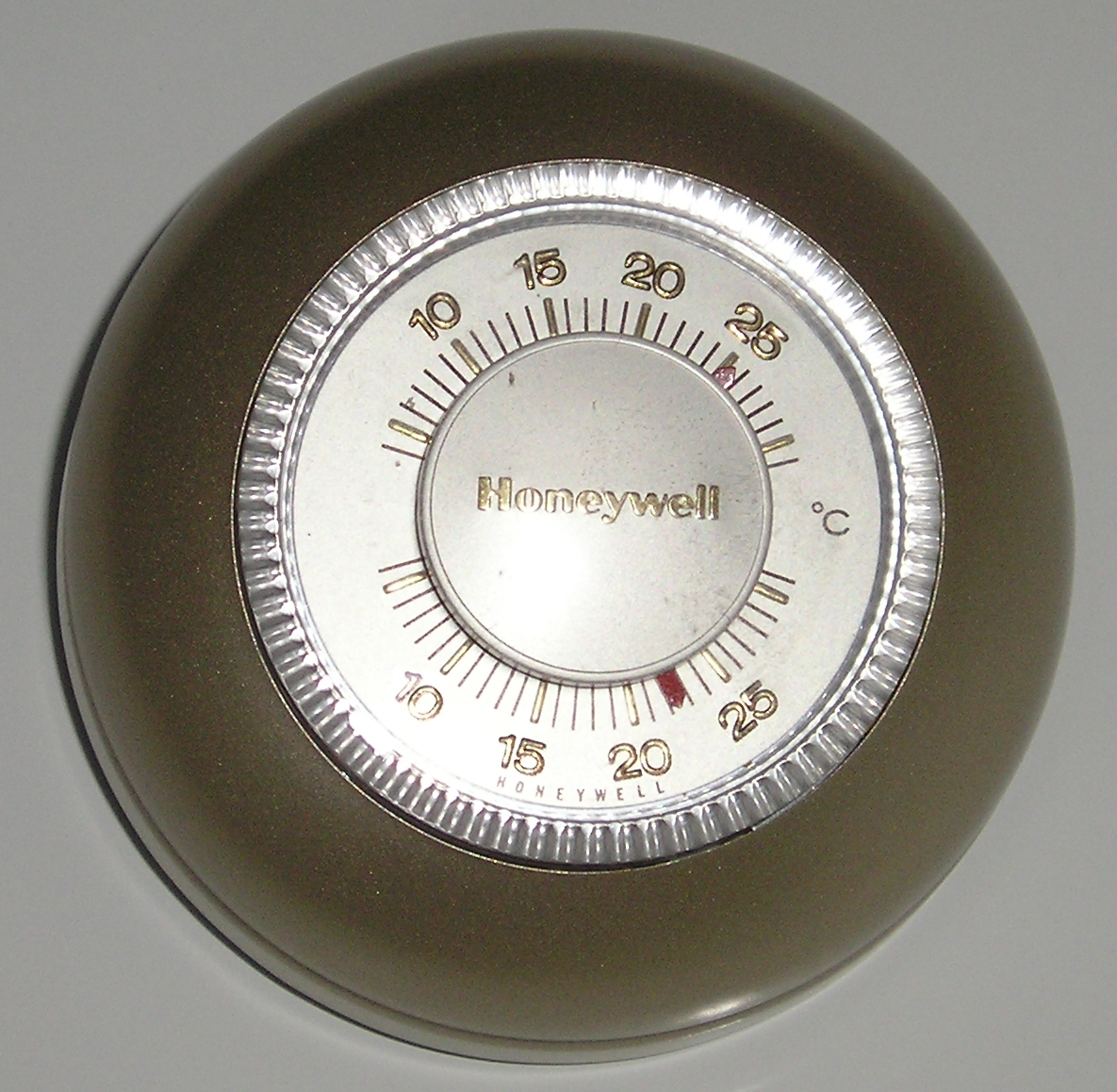
Thermostat Honeywell T86.

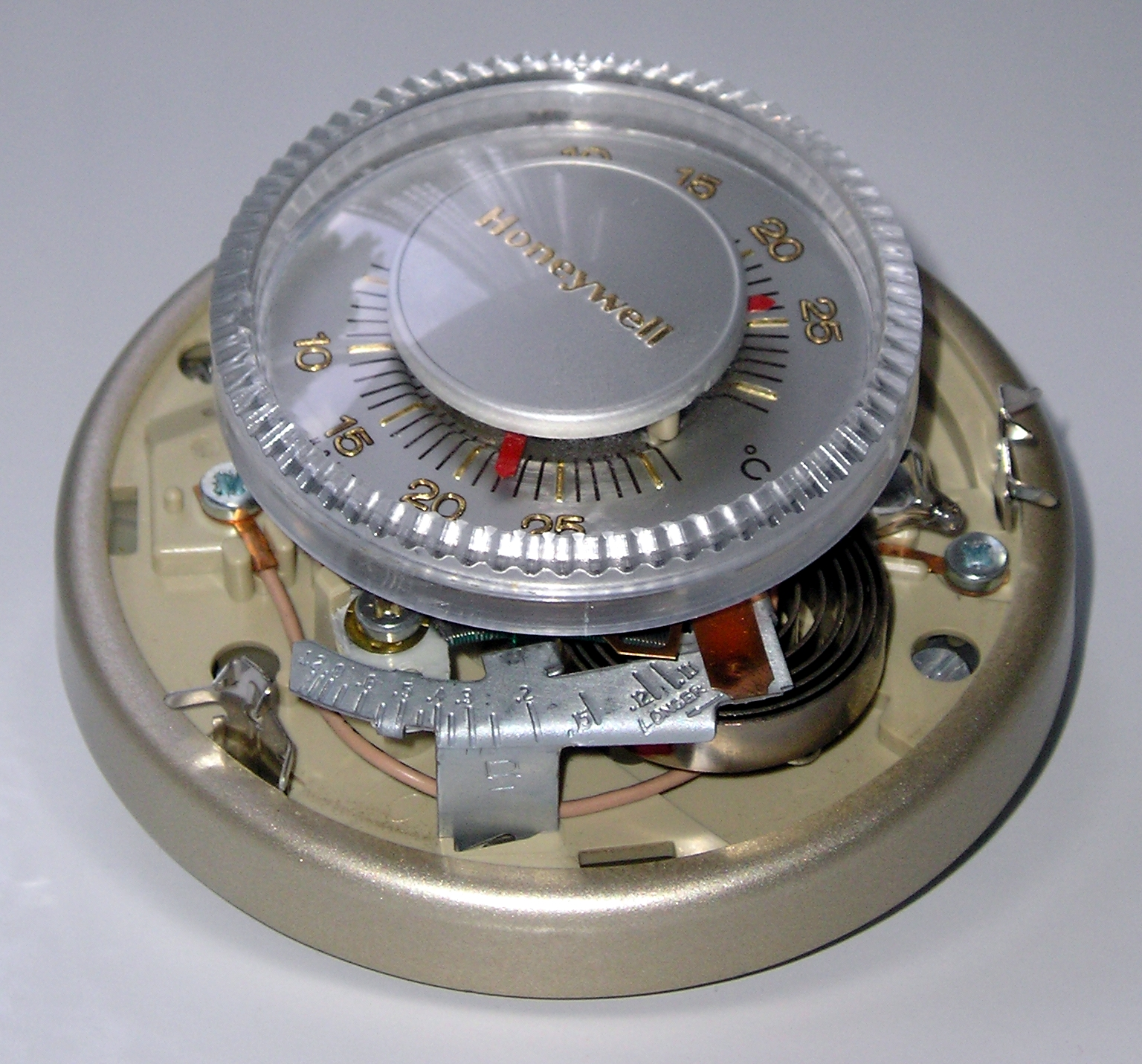
Composants internes.

Un thermostat est un dispositif permettant de maintenir un système (appareil, machine, moteur, etc.) à une température relativement stable.

## Historique
Warren S. Johnson dépose un brevet concernant le thermostat en 1883.
Le thermostat a été développé en 1886 par Albert Butz, qui a donné naissance à la société Honeywell. Il permettait de commander une trappe d'arrivée d'air sur une chaudière à charbon pour « réguler » sa température.
En 1906, Honeywell développe déjà un thermostat associé à une horloge, d'où la naissance du thermostat à horloge.[pourquoi ?]
Dans le contexte du dérèglement climatique, des bulles de chaleur urbaines mais aussi des besoins de sobriété énergétique liées aux crises successives de l'énergie, les thermostats sont devenus courants voire obligatoires sur les radiateurs et autres systèmes de chauffage ou de climatisation (ex. : un décret de juin 2023 impose en France que tous les systèmes de refroidissement des bâtiments tertiaires et résidentiels, neufs ou existants, soient tous équipés de systèmes de régulation de la température au premier janvier 2027. Le décret impose aussi une isolation (calorifugeage) des canalisations de distribution de chaleur et de froid (il vise les  maîtres d’ouvrage, promoteurs, architectes, maîtres d’ouvres, constructeurs, bailleurs, gestionnaires de biens immobiliers, ainsi que les propriétaires d’immeubles et de logements, syndics de copropriété 1er janvier 2027 (plus précisément, il devient obligatoire d'isoler les réseaux de distribution de chaleur servant à l’eau chaude sanitaire ou au chauffage hors du volume chauffé ; et les réseaux de distribution de froid traversant des locaux non refroidis).

## Utilisation
Le thermostat est utilisé à chaque fois qu'une température doit se maintenir à un certain niveau. Cela peut être :
- un fer à repasser, un réfrigérateur, un lave-vaisselle, un four, une climatisation ;
- un moteur à combustion interne à refroidissement liquide, pour réguler la température du liquide de refroidissement (voir Calorstat) ;
- en domotique, pour réguler la température d'une pièce ;
- etc.

## Techniques utilisées
Le thermostat a longtemps été constitué d'un système à bilame qui ouvrait un circuit électrique quand la chaleur atteignait un certain stade et fermait ce circuit dès que l'on descendait en dessous de cette même température. En pratique, tout se passait comme s'il avait existé en fait deux consignes de température voisines, le système thermique possédant lui-même une certaine inertie (comparable à l'hystérésis dans le domaine du magnétisme).
Les thermostats à basse tension ont longtemps utilisé un interrupteur au mercure associé à un élément bimétallique spiralé pour assurer la commutation. Ce mécanisme, en utilisant un interrupteur sans contacts secs, offre une durabilité exceptionnelle. Plusieurs de ces thermostats, dont la série T8x de Honeywell, furent populaires durant des décennies.
Aujourd'hui, on utilise de plus en plus des thermostats électroniques qui jouissent d'une fiabilité de plus en plus comparable aux modèles à mercure, plus précis, et qui posent moins de problèmes environnementaux en fin de vie. La plupart du temps, les modèles électroniques détectent les variations de température à l'aide d'un thermistor, c'est-à-dire une résistance qui varie en fonction de la température.
On trouve aussi sur le marché des thermo-hygrostats, combinant un thermostat et un hygrostat, et qui sont utilisés notamment en climatisation.